# Apenes lucidula
Apenes lucidula är en skalbaggsart som beskrevs av Pierre François Marie Auguste Dejean. Apenes lucidula ingår i släktet Apenes och familjen jordlöpare. Inga underarter finns listade i Catalogue of Life.